# Asie Payton
Asie Payton (* 1937; † 19. Mai 1997) war ein Bluesmusiker, der die meiste Zeit seines Lebens in Holly Ridge, Mississippi im Mississippi-Delta verbrachte. Geboren wurde er in Washington County (Mississippi). Er sang und spielte Gitarre aber verdiente seinen Lebensunterhalt als Farmer.
Zum Ende seines Lebens nahm er ein Album, "Worried", für das Fat Possum Records Plattenlabel auf, welches nach seinem Tod veröffentlicht wurde. Er starb an einem Herzinfarkt. Ein zweites Album "Just Do Me Right" wurde 2002 posthum veröffentlicht.
Payton ist im Dokumentarfilm "You See Me Laughin': The Last of the Hill Country Bluesmen" zu sehen.

## Diskografie
- Worried (1999)
- Just Do Me Right (2002)